# Traité de Goulja
 (février 2015).
Si vous disposez d'ouvrages ou d'articles de référence ou si vous connaissez des sites web de qualité traitant du thème abordé ici, merci de compléter l'article en donnant les références utiles à sa vérifiabilité et en les liant à la section « Notes et références ».
Le traité de Goulja (en Russe : Кульджинский договор ; en chinois : 中俄伊犁塔尔巴哈台通商章程) est un traité signé entre la Chine impériale de la dynastie Qing et l'Empire russe, signé le 6 août 1851 à Goulja (ou Gouldja), actuelle Yining, ouvrant Goulja et Tchougoutchak (actuelle Tacheng) aux échanges sino-russes. Elle est considérée comme un des traités inégaux. Il fait suite au précédent traité de Kiakhta, signé en 1727, fixant la frontière entre la Sibérie et l'empire sino-mandchou.

## Contexte historique
Le commerce transfrontalier devient de plus en plus important pour la Russie et la Chine au XIXe siècle, les marchands russes commerçant illégalement à Kulja, dans la vallée de la rivière Yili au Xinjiang. En 1803, le tsar Alexandre Iᵉʳ tente de négocier l'ouverture au commerce de l'ensemble de la frontière sino-russe. Cette tentative échoue cependant lorsque le représentant du tsar refuse de s'incliner devant une tablette représentant l'empereur.
Précédé par l'avancée progressive de la Russie au Kazakhstan tout au long du XIXe siècle, en concurrence directe avec les efforts des Britanniques pour imposer à la Chine des conditions commerciales avantageuses, le traité est signé le 25 juillet 1851 par le général d'Ili et son assistant. Kulja (Huiyuan et plus tard Ningyuan) et Chuguchak (aujourd'hui Tacheng) sont ouverts au commerce russe. Toutefois, la cour des Qing rejette la demande russe d'inclure le commerce à Kashgar.
Le traité autorise également les marchands russes à commercer et les consuls russes à résider dans les villes du Xinjiang de Yili (Huiyuan avant 1863 et Ningyuan après 1882) et de Tarbagatai. Le commerce russe avec le Xinjiang est florissant et Alma Ata est fondée en 1854 pour devenir un maillon important de ce commerce.
Si le traité légalise principalement les pratiques en cours, il reconnaît également la présence croissante de la Russie en Asie centrale. Les défenses de la Chine sur cette frontière sont grandement négligées depuis le début du XIXᵉ siècle.

## Contenu
Il fut préparé par le premier consul de Russie en Chine, Ivan Zakharov (en) (Ива́н Ильи́ч Заха́ров), à la suite de différentes conquêtes de la Russie pendant le XIXe siècle au Kazakhstan, alors en compétition avec l'Empire britannique pour ouvrir les routes avec la Chine.
Il est signé pour la partie chinoise par Aisin-Gioro Yishan. Ce traité a été rédigé en russe, français et mandchou, il n'a pas été rédigé en chinois.